# Return Of The Hustle
Return Of The Hustle – drugi singel rapera Fabolousa z jego czwartego albumu From Nothin' To Somethin'.